# Robert Flis
Robert Flis (ur. 15 stycznia 1973 w Sierakowie) – polski żużlowiec.
Licencję żużlową zdobył w 1989 roku. W latach 1990–2009 startował w rozgrywkach z cyklu drużynowych mistrzostw Polski, reprezentując kluby Stali (Pergo) Gorzów Wielkopolski (1990, 1992–1997, 2001–2005), Polonii Piła (1998–2000) oraz Kolejarza Opole (2006–2009). Jest pięciokrotnym medalistą DMP: złotym (1999) oraz czterokrotnie srebrnym (1992, 1997, 1998, 2000). W 2000 r. zdobył w Pile Klubowy Puchar Europy.
Trzykrotny finalista młodzieżowych indywidualnych mistrzostw Polski (Toruń 1993 – IV m., Tarnów 1994 – XII m., Częstochowa 1995 – VII m.). Dwukrotny finalista młodzieżowych mistrzostw Polski par klubowych (Toruń 1992 – IV m., Krosno 1994 – srebrny medal). Dwukrotny finalista mistrzostw Polski par klubowych (Wrocław 2002 – VII m., Leszno 2003 – VI m.). Dwukrotny finalista młodzieżowych drużynowych mistrzostw Polski (Grudziądz 1991 – brązowy medal, Rzeszów 1994 – srebrny medal). Czterokrotny finalista drużynowego Pucharu Polski (dwumecz 1992 – srebrny medal, Tarnów 1995 – brązowy medal, Gorzów Wielkopolski 1996 – srebrny medal, Toruń 1997 – IV m.). Finalista turnieju o "Brązowy Kask" (seria turniejów 1991 – VI m.). Dwukrotny finalista turniejów o "Srebrny Kask" (Machowa 1993 – IX m., Gorzów Wielkopolski 1994 – II m.). Uczestnik półfinału indywidualnych mistrzostw świata juniorów (Pocking 1994 – XII m.).
Zakończył karierę czynnego żużlowca w 2009 roku. Następnie współpracował m.in. z Tomaszem Gollobem, Przemysławem Pawlickim, Danielem Jeleniewskim oraz Martinem Smolinskim.